# Успенский собор (Улан-Удэ)
Ула́н-Удэ́нский кафедра́льный собо́р в честь Успе́ния Пресвято́й Богоро́дицы — православный храм, строящийся в парке имени Орешкова на проспекте 50-летия Октября в Железнодорожном районе города Улан-Удэ.

## История
В начале 2007 года в ходе встречи с епископом Читинским Евстафием мэр Улан-Удэ Геннадий Айдаев предложил возвести в городе новый кафедральный собор на 1,5 тысячи молящихся, в виду последующего образования самостоятельной епархии в пределах Бурятии.
10 октября 2009 года, на заседании Священного синода Русской Православной Церкви под председательством патриарха Кирилла было принято решение о разделении ранее существовавшей Читинской и Забайкальской епархии и образовании самостоятельной Улан-Удэнской и Бурятской епархии.
На роль кафедрального собора был определён Свято-Одигитриевский собор, но из-за его недостаточной вместимости и неприспособленности необходимо было начать проектирование нового большого кафедрального собора.

### Проектирование
К июлю 2012 года мэрия Улан-Удэ выделила под строительство нового православного собора в парке Орешкова земельный участок площадью 2500 квадратных метров. Для его проектирования был приглашен заслуженный архитектор Чувашии Сергей Лукиянов.
Первоначальным проектом, представленным в середине 2012 года, площадь, занимаемая храмом, должна была составить 1600 м², высота главной колокольни – 55 метров, ширина собора - около 40 метров, а длина – 53 метра. В спроектированном здании должны были сочетаться элементы классицизма, барокко, русской московской архитектуры
Макет пятикупольного храма был выставлен в верхнем приделе Одигитриевского собора.

### Строительство
28 апреля 2011 года был заложен первый камень в основание будущего храма. Закладной камень был освящён Митрополитом Саранским и Мордовским Варсонофием. По решению Патриарха Кирилла храм был освящен во имя Успения Божией Матери.
Не позднее начала 2013 года был создан приход Успенского кафедрального собора.
1 июня 2013 года в парке Орешкова прошла торжественная литургия и молебен в честь начала строительства нового храма, после которой был дан старт полномасштабному строительству. Также проектом предусмотрено масштабное озеленение и благоустройство прилегающей парковой территории на площади 4500 кв.м.

## Архитектура
Храм будет представлять собой двухэтажное здание с цокольным этажом, общей площадью около 2780 кв. м., высота до верхней точки креста составит в центральной главе 53 м, у колокольни 61,5 м. В цокольном этаже разместятся библиотека, воскресная школа, актовый зал, трапезная, на втором этаже будет сам храм, состоящий из четырёх приделов.
На середину 2013 года заявлялось что собор будет вмещать 2,5 тысячи молящихся. Запланировано установить три престола, построить отдельный крестильный храм, конференц-зал, служебные помещения, автостоянку.